# Werner Koeppen

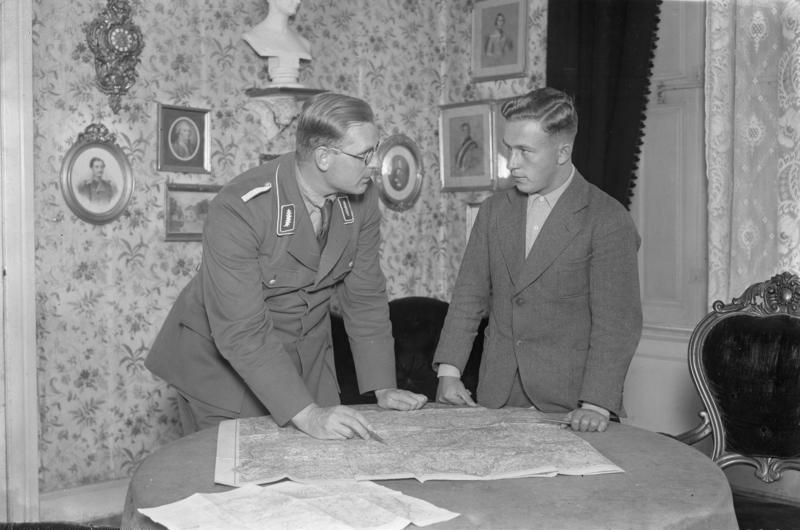
Werner Koeppen (rechts) in der SA-Führerschule auf Schloss Harnekopp im Jahr 1932. Neben ihm Herbert Merker.

Werner Koeppen (* 26. September 1910 in Leipzig; † 1994) war ein deutscher SA-Führer und politischer Funktionär. Er wurde bekannt als Adjutant und persönlicher Referent des NS-Chefideologen Alfred Rosenberg.

## Leben

### Jugend und Ausbildung
Koeppen war der Sohn von aus Pommern stammenden Eltern. Sein Vater war Chemiker. 1917 wurde er in Leipzig eingeschult. Danach besuchte er Vor- und Oberrealschulen in Berlin, Stettin, Heilbronn und Nürnberg, wo er 1929 das Abitur ablegte.
Nach dem Schulbesuch war Koeppen für rund drei Monate Offiziersanwärter in einer Ausbildungshundertschaft der Polizei in Fürth. Im Winter 1929 begann er ein Studium in den Fächern Geschichte, Deutsch und Erdkunde in der Universität Erlangen. Ein Semester absolvierte er in der Berliner Friedrich-Wilhelms-Universität. Sonst studierte er ausschließlich in Erlangen.
Im November 1936 promovierte Koeppen in Erlangen bei dem Ordinarius für Neuere Geschichte Otto Brandt. Der Titel seiner Dissertation lautet Anfänge fränkischer Arbeiter- und Gesellenbewegung in den Jahren 1830–1852. Martin Vogt schrieb über diese Dissertation: „Koeppen gelangte in seiner Arbeit zum politisch bestimmten und zeitgebundenen Ergebnis, die sozialen wie politischen Bestrebungen der 48er Revolution seien zwar gescheitert, aber nicht umsonst gewesen. Was damals misslang, führte eine spätere Generation nach den schmerzlichen Erfahrungen langer Irrwege zu einem desto glücklicheren Ende‘.“
Nachdem er bereits im Mai 1935 sein Staatsexamen abgelegt hatte, nahm Koeppen eine Referendariatsstelle am Realgymnasium in Nürnberg an. Noch im Frühsommer des gleichen Jahres beantragte er beim Bayerischen Ministerium für Unterricht und Kultus seine Entlassung, da „sich eine aussichtsreiche Lebensstellung“ geboten hätte.

### Beginnendes Politisches Engagement
Bereits in seiner Jugend begann Koeppen sich in Kreisen der extremen politischen Rechten zu engagieren: 1926 wurde er Mitglied des Jungnationalen Bundes.
Zum 1. Mai 1931 trat Koeppen der NSDAP bei (Mitgliedsnummer 531.129). Bald danach schloss er sich dem NS-Studentenbund an, wo er als Rechnungsführer arbeitete. Im Sommer 1931, während er erneut ein Semester an der Berliner Universität verbrachte, schloss er sich außerdem der SA, der Parteiarmee der NSDAP an.
Nach seiner Rückkehr nach Nürnberg nahm er dort 1932 zunächst an demonstrativen Aufmärschen und an Führerkursen der SA teil, bis er im Juni 1933 zum Führer des Nürnberger SA-Sturms 14/15 ernannt wurde.

### Karriere in der SA
1936 erhielt Koeppen bei der Nürnberger SA den Rang eines Sturmbannführers und nahm an einer Sommerübung des Infanterieregiments in Erlangen teil. Im September 1933 besuchte er – wie auch in den folgenden beiden Jahren – den Reichsparteitag der NSDAP.
Im Frühsommer 1935 wurde Koeppen als Brigadeadjutant der Regensburger SA-Brigade 81 in Aussicht genommen, weswegen er seine Stellung als Lehrer in Nürnberg aufgab. Noch im selben Jahr, 1935, wurde er Lehrer in der SA-Gruppenschule Thurnau. Daneben war er Stabschef der bayerischen SA-Gruppe 48/36.
Im Januar 1936 nahm Koeppen an der Tagung der „Alten Garde“ in Berlin teil. Bald danach erfolgte sein Kirchenaustritt. Fortan bezeichnete er sich als „gottgläubig“. Im Sommer 1937 wurde er der Obersten SA-Führung zur Verfügung gestellt, für die er bereits seit April als Hilfsreferent gearbeitet hatte.

### Referent von Rosenberg
Am 9. November 1937 wurde Koeppen per Führerbefehl zum Reichsleiter Alfred Rosenberg gerufen. Er erhielt zunächst den Posten eines Adjutanten von Rosenberg und wurde als Leiter der „Kanzlei Rosenberg“ eingesetzt. Damit übte er eine Tätigkeit aus, für die zuvor Thilo von Trotha (1909–1938) zuständig gewesen war. Am 1. März 1938 erfolgte Koeppens Eintritt in die Reichsleitung. Im selben Jahr heiratete er. 1941 wurde sein erster Sohn, am 1. März 1943 sein zweiter Sohn geboren.
Zwischen September 1939 und Herbst 1940 nahm Koeppen am Zweiten Weltkrieg teil. „Auf Grund einer UK-Stellung“ schied er als Unteroffizier aus der Wehrmacht aus. Im Januar 1941 wurde er zum SA-Standartenführer befördert.
Am 16. Juli 1941 erfolgte im Führerhauptquartier (FHQ) „Wolfsschanze“ die offizielle Amtsverkündung von Alfred Rosenberg als Reichsminister für die besetzten Länder Osteuropas. Während der Gespräche mit Hitler machte Rosenberg den Vorschlag, Koeppen als Verbindungsmann zu ihm einzusetzen. Normann protokollierte: „Rosenberg machte den Vorschlag, einen Verbindungsmann zum Führer abzustellen; diese Aufgabe solle sein Adjutant Koeppen übernehmen; der Führer ist damit einverstanden und erklärt, Koeppen solle die Parallel-Rolle zu Hewel übernehmen.“ Noch im selben Monat trat Koeppen seinen Dienst im FHQ an. Als Adjutant bei Rosenberg rückte an Koeppens Stelle der ein Jahr ältere SA-Standartenführer Joachim Marquardt (geb. 1909). Martin Vogt beschrieb die Rolle Koeppens im FHQ so:

„Koeppen war allerdings nicht in der Lage, tatsächlich die ‚Parallel-Rolle‘ zu Hewel zu übernehmen; denn dieser war nicht allein der Vertreter des ‚Auswärtigen Amtes‘, sondern zwischen ihm und Hitler bestand die starke Bindung, die Hitler zu den ‚alten Kämpfern‘ der frühen Zeit besaß, im besonderen Maße. An solche persönliche Nähe und ähnlichen persönlichen Einfluss konnte Koeppen nicht denken. Er hatte im Gegensatz zu Hewel bestenfalls eine Bedeutung zweiten Ranges in der ‚Wolfsschanze‘. Allerdings beobachtete Koeppen mit Gründlichkeit, was in der ‚Wolfsschanze‘ vor sich ging und war bemüht, Gespräche und Gerüchte zu erfassen, selbst wenn die Zahl der Gäste bei der ‚Mittags- oder Abendtafel‘ besonders groß war oder Staatsbesuche in der ‚Wolfsschanze‘ stattfanden, so dass er zu denen gehörte, die in einem anderen Raum als Hitler ihren Platz zugeteilt erhielten.“

Am 1. März 1943 beendete Koeppen seinen Dienst im FHQ. Bis dahin hatte er 18 Monate lang im FHQ gearbeitet.
Koeppen übte fortan verschiedene Tätigkeiten im Einsatzstab Reichsleiter Rosenberg (ERR) aus.
Wenige Monate vor Kriegsende, am 28. September 1944, erwog Rosenberg, seine Dienststelle auf einen „kleinen Arbeitsstab mit 15 Sachbearbeitern zu reduzieren.“ Werner Koeppen erledigte für ihn den diesbezüglichen Schriftverkehr. Koeppens Arbeit bei Rosenberg endete erst mit dem endgültigen Zusammenbruch des Nationalsozialismus 1945. Er war einer der letzten Mitarbeiter von Rosenberg. Kurzzeitig wurde Koeppen noch einmal zur Wehrmacht eingezogen, geriet dann aber schnell in die Gefangenschaft der Alliierten.

## Nachkriegszeit
Über Koeppens Lebensweg nach 1945 ist bislang wenig bekannt. Nachdem er, weil die zuständige Spruchkammer nichts von seiner Tätigkeit als Verbindungsmann für das Ostministerium im FHQ gewusst hatte, im Herbst 1948 nur als „Minderbelasteter“ entnazifiziert worden war, kam er Anfang 1949 aus der Internierungshaft frei. Zunächst lebte er viele Jahre in München. Zeitweise war er stellvertretender Präsident des rechtsextremen „Deutschen Kulturwerks Europäischen Geistes“ (DKEG).
Noch 1977 verfasste Werner Koeppen apologetische „Gedanken zur Ostpolitik Alfred Rosenbergs“. Koeppen beklagte sich, dass in der Nachkriegszeit „die unsinnigen Behauptungen und Gerüchte über die Person des ehemaligen Reichsleiters und Reichsministers Alfred Rosenberg“ immer noch nicht verstummt seien. Diese ihm missfallenden Worte würden nicht „nur aus der Feder erklärter Feinde des Nationalsozialismus“ stammen. Gemäß der ehemaligen rassenideologischen Doktrin des RMfdbO formulierte er in dieser Schrift immer noch die Behauptung, dass sämtliche Slawen „Menschen zweiter Klasse“ seien, die ehemals „germanischer“ und nun „deutscher Führung“ bedürften. Vogt merkte zu diesen Worten an, dass Koeppens spätere Aufzeichnungen „keine Einsicht in die grundsätzliche Gewalttätigkeit und den Vernichtungswillen der nationalsozialistischen Ideologie zu erkennen geben“.
Sein schriftlicher Nachlass befindet sich im Stadtarchiv München.